# Kievđâjävri
Kievđâjävri är en sjö i kommunen Enare i landskapet Lappland i Finland. Sjön ligger 120,7 meter över havet. Arean är 78 hektar och strandlinjen är 11,12 kilometer lång. Sjön  ingår i Pasvik älvs huvudavrinningsområde.   Den ligger omkring 320 kilometer norr om Rovaniemi och omkring 1000 kilometer norr om Helsingfors. 